# Kazdanga Slot
Kazdanga Slot (lettisk: Kazdangas pils) er et slot i Kazdanga pagasts i Aizpute novads i det vestlige Letland.
Slottet opførtes  1800–04 i sen klassicisme efter tegning af Johann Georg Adam Berlitz. Der er en stenbro, der fører til slottet. På den anden side af floden er der rester af herregårdens bygninger, tjenesteboliger, stalde og forvalterens hus og stalde. Slottet blev brændt ned af bønder i løbet af revolutionen i 1905. Den tyskbaltiske baron von Manteuffel renoverede det efter tegning af arkitekt Paul Schultze-Naumburg i 1907. Renoveringen af Kazdanga Slot blev vigtig for udviklingen af nyklassicismen. I modsætning til naturskønne lånte former, erklærede arkitekten en tilbagevenden til hjemlandets tradition og nøjagtighed.
Genopbygningen af Kazdanga Slot viser en ny tilgang af arkitekten til den oprindelige bygning: Det er bemærkelsesværdigt, at slottet fra omkring år 1800 var en af de mest pragtfulde monumenter af klassicistisk arkitektur i Kurland. Dens restaurering var udgangspunkt for at revurdere både mønstre af ren klassicisme og lokale byggetraditioner. Selv elementer af videnskabelig restaurering kunne ses i genopbygningen. Princippet om historisk sanddruhed var vigtig i udformningen af interiør og reproduktion af de møbler, der var blevet ødelagt.
Under 1. verdenskrig blev slottet igen ødelagt. Det blev ombygget  1925–27. I 1930 fik en teknisk landbrugsskole til huse på slottet, en skole som stadig ligger der. Tæt på slottet ligger et ridderhus. Det har velbevaret interiør som trapper i barok-stil og ornamenteret parketgulv.